# Боке, Ален
Ален Боке — французский политик, бывший депутат Национального собрания Франции, член Коммунистической партии, в 1993-2007 гг. лидер группы коммунистов в Национальном Собрании, мэр города Сент-Аман-лез-О.
Родился 6 мая 1946 г. в Маркийи (департамент Нор). По профессии воспитатель. На выборах в Национальное Собрание 2007 г. выиграл голосование по 20-му избирательному округу департамента Нор, получив во 2-м туре 69,17 % голосов. Во время выборов в Национальное Собрание 2012 г. в 8-й раз выиграл голосование по 20-му избирательному округу департамента Нор, получив во 2-м туре 66,27 % голосов.

## Занимаемые выборные должности
21.03.1977 — 13.03.1983 — вице-мэр Лилля

03.04.1978 — 20.062017 — депутат Национального Собрания Франции от 20-го избирательного округа департамента Нор 

14.03.1983 — 12.03.1989 — член муниципального совета Валансьена 

23.03.1992 — 15.03.2008 — член регионального совета Нор-Па-де-Кале 

с 25.06.1995 — мэр города Сент-Аман-лез-О